# 博格霍尔茨豪森
博格霍尔茨豪森（德語：Borgholzhausen，發音：[bɔʁkhɔltsˈhaʊzn̩] ⓘ）是德国北莱茵-威斯特法伦州代特莫尔德行政区居特斯洛县的城市，面积55.99平方千米，2023年12月31日人口为9,252人。